# Dubrależ
Dubrależ (biał. Дубралеж; ros. Дубралеж, Dubrależ) – osiedle na Białorusi, w obwodzie homelskim, w rejonie kormańskim, w sielsowiecie Licwinawiczy.